# Ušesne svečke
Ušesne svečke oz. ušesni tulci so izdelki za odmaševanje ušes. Metoda, ki jo imenujemo tudi ušesno stožkanje, je bila prvenstveno alternativna metoda zdravljenja v holistične namene, danes pa se pogosteje uporablja za odpravljanje težav z ušesnim maslom. Ušesne svečke s strani ameriške agencije FDA (Food and Drug Administration) niso bile odobrene, saj agencija ni ugotovila veljavnih znanstvenih dokazov za varnost ali učinkovitost teh izdelkov. FDA potrošnike celo poziva, naj ne uporabljajo ušesnih sveč, saj te lahko povzročijo hude telesne poškodbe, tudi če se uporabljajo v skladu z navodili proizvajalca.

## Izvor
Zgodovina in izvor te metode je precej nejasen. Uporaba naj bi po nekaterih podatkih segala 2500 let pr.n.št, ko so bile sveče narejene iz lanu, medtem ko drugi podatki trdijo drugače, in sicer, da se je uporaba začela z udomačitvijo čebel in pridobivanjem čebeljega voska. Viri si med seboj niso enotni niti pri podajanju kraja izvora, nekateri metodo pripisujejo starim  Egipčanom, Kitajcem, Tibetancem, drugi pa spet Indijancem ali Majem. Nekatera indijanska plemena so tako npr. uporabljala stožčaste sveče, da so vpihovala zeliščni dim v uho med pripravami na obrede in rituale. To ravnanje se je smatralo za duhovni proces za razjasnitev misli in čutov. V raziskavi  so prišli do ugotovitve, da je uporaba ušesnih sveč stara okoli 80 let. 

## Način in namen uporabe
Tradicionalno je opravljal proces stožkanja mojster energetskih zdravilcev, danes ga izvajajo v različnih kozmetičnih salonih, lahko pa se ga izvaja tudi doma. En konec ušesne svečke se vstavi v uho osebe, drugi konec pa prižge. Plamen se občasno zmanjša s škarjami in nato ugasne 5-10 centimetrov do drugega konca, ki ga ima oseba v ušesu.  Bolnik leži na strani, tako da je uho, ki se ga zdravi s svečkami, obrnjeno navzgor. Sveča se lahko zatakne skozi papirnato ali aluminijasto ploščo oz. katerokoli zaščito pred vročim voskom in pepelom, ki bi lahko padel z gorečega dela sveče in poškodoval bolnika. Ob osebi mora biti postavljena  posoda z vodo. Proces traja približno eno uro in se porabita ena ali dve ušesni sveče za vsako uho. Svetuje se, da ga posameznik ne izvaja sam na sebi.

## Sestava in oblika
Ušesne sveče so narejene iz nebeljenega bombaža ali lana, namočenega v vosek (tj. parafin ali čebelji vosek), oblikovanega v votli stožec ali valj. Med izdelavo ušesnih sveč se lahko vosku dodajo  zelišča, kot so navadni žajbelj (Salvia officinalis), prava kamilica (Chamomila recutita), vrtnice, navadni rožmarin (Rosmarinus officinalis), navadni repinec (Arctium lappa), jojoba in druga. Vosku dodana zelišča naj bi podprla delovanje postopka še s strani aromaterapije. Ušesne sveče merijo v dolžino približno 30 cm, okrog 1,5 cm v premer na vrhu in okoli 0.5 cm na stožčastem dnu.
Skozi stoletja so bili razviti različni voski za ušesne svečke:  iz različnih maščob, olj in voskom podobnih snovi iz živali, rastlin in kamnov. Voski so snovi, ki imajo splošne fizikalno kemijske značilnosti: pri sobni temperaturi so v trdnem stanju, pri višjih temperaturah pa so v tekočem stanju. Primarno so sestavljeni predvsem iz ogljikovodikov, so hidrofobni, nizke toksičnosti, reaktivnosti, vonja in gorljivi. Vsi voski so torej primarno ogljikovodiki, ne glede na to ali izhajajo iz živali, rastlin ali petroleja. Proizvajalci uporabljajo pri izdelavi ušesnih svečk različne voske, najpogostejše čebelji vosek, sojin vosek, parafin in vosek, ki se uporablja v prehrambni industriji. Nikoli ni bilo dokazano, da bi lahko bili voski, ki se uporabljajo za izdelavo ušesnih sveč lahko toksični ali kako drugače škodljivi za ljudi. Največja težava, s katero se srečujejo proizvajalci, je izdelava sveče, ki bo gorela počasi in dosledno. Stene sveče morajo biti dovolj tanke, da pri gorenju ne bo nastajalo preveč saj in da ogorki ne bodo predstavljali potencialne nevarnosti za uporabnika. Povečano povpraševanje po ušesnih svečkah v zadnjih desetih letih je privedlo do širše proizvodnje, pri kateri pa so proizvajalci začeli uporabljati cenejše in lažje dostopne, a neprimerne in v nekaterih primerih nevarne materiale. Posledica nepravilno izbranih materialov za izdelavo svečk, so poškodbe zunanjega in notranjega ušesa uporabnika, pogoste so tudi poškodbe ušesnega bobniča. Za dosego uravnavanja hitrosti zgorevanja sveče je zato potrebno primerjati značilnosti več voskov.
Čebelji vosek ima v alternativni medicini, ki se opira na naravne vire, marketinško prednost pred vsemi ostalimi, saj je v očeh uporabnika sinonim za naraven, organski in okolju prijazen material. Vendar pa se pri izdelavi sveč ne obnaša idealno, pojavljajo se namreč težave, saj je lepljiv, mehek, debelejše sestave, ob gorenju se poveča nevarnost kapljanja in s tem tudi nevarnost opeklin potrošnika. Poleg navedenih lastnosti je težava čebeljega voska zelo variabilna sestava (okoli 280 različnih spojin od katerih še niso bile vse identificirane), hkrati ga ne moremo označiti za povsem organskega, saj ne moremo predvideti gibanja vsake izmed čebel izven njihovega panja. Izdelava ušesnih sveč, katerih sestava bi bila 100% le iz čebeljega voska, je zato nemogoča. 
Sojin vosek, ki je sprejemljiv za potrebe naravnega zdravljenja, je dejansko hidrogenirano sojino olje. Postopek hidrogeniranja je običajno izveden pri visokih temperaturah (400-700 ᵒC), pod visokim tlakom in v prisotnosti katalizatorja (npr. Ni). Ker je olje hidrogenirano postopoma, je možno spremljati in prilagajati njegove optimalne vrednosti in lastnosti nadaljnji uporabi (npr. jodovo število, tališče 50-53 ᵒC idr.). Po koncu hidrogeniranja se katalizator odstrani in olje je lahko nadaljnje beljeno. V primerjavi s čebeljim voskom je sojin vosek zelo masne sestave na otip, z nižjo temperaturo tališča, z veliko rezidualnega voska pri zgorevanju in tudi velike tendence po kapljanju. 
Za izdelavo sveč se zato uporabljajo različne količine navedenih voskov v kombinaciji s sintetičnimi, k prispevajo h konsistenci sveče, omogočajo vezavo eteričnih olj, zmanjšajo možnost tvorbe zračnih mehurčkov in, kar je najpomembnejše, preprečijo kapljanje voska ob zgorevanju.  Iz navedenega lahko torej sklepamo, da organska ušesna svečka ne obstaja. 

## Mehanizem delovanja in učinkovitost
Zdi se, da so najbolj natančen vir zgodovinske uporabe svečk ustna izročila, ampak tudi ta ne opredeljujejo natančno, kako deluje ušesno stožkanje. Ponudniki ušesnih svečk zagovarjajo teorijo mehanizma, da naj bi se zaradi toplote po prižigu svečke ustvaril majhen vakuum, ki sesa ušesno maslo in druge nečistoče iz ušesnega kanala.
Ušesne svečke so se izkazale v nekaterih primerih učinkovite za holistične namene in tudi za druge alternativne metode, kot so aromaterapija, masažne tehnike, meditacija in druge. Čeprav se je torej ušesne svečke v preteklosti praviloma uporabljalo le v holistične namene, za pomoč telesu in umu pri doseganju stanja homeostaze, so napačne informacije pripeljale do tega, da je javnost začela uporabljati ušesne svečke kot odstranjevalec ušesnega voska. To razmišljanje je pripeljalo do splošnega prepričanja, da ušesne svečke zdravijo ušesne infekcije in ostale ušesne težave z odstranjevanjem ušesnega voska, v katerem živijo različne bakterije in zajedavci. Večini ljudi, ki uporablja ušesne svečke, je bilo razloženo, da je metoda enostavna, neinvazivna in poceni. Prav tako laična javnost zmotno meni, da proces deluje na podlagi spiralnega efekta dima in toplote ognja. Slednja naj bi povzročila rahel vakuum, ki povleče ušesno maslo v svečko, kar pa je bilo s številnimi eksperimenti ovrženo. Ko ušesna svečka počasi zgoreva, se na njenem dnu nabirajo večji, fini ostanki, ki jih napačno interpretirajo kot ušesni vosek in ostale nečistoče. Medicinska skupnost je izvedla raziskave, ki so pokazale, da po uporabi ušesnih sveč v tulcu ne ostanejo nobeni človeški izločki. Ugotovili so tudi, da se pri gorenju sveče ne ustvari niti toliko vakuuma, da bi lahko dvignil majhen kristal soli.
Podobno študijo mehanizma delovanja so naredili tudi pri . Naredili so model za ušesni kanal in vanj postavili aktivno ušesno svečo. Na nasprotni strani so namestili tipanometer, ki je meril razliko tlakov. Zaznali niso nobenih negativnih tlakov. S tem so dokazali, da temno rjava substanca, ki jo zaznamo po uporabi, ne more biti ušesno maslo oziroma nečistoče.
Bistvo raziskave  je bilo preverjanje in raziskovanje številnih trditev ponudnikov ušesnih svečk. Znanstveniki so najprej preverili, če »medmrežno povezovanje v glavi omogoča ušesni sveči, da izsuši celoten sistem skozi ušesa«. Tekočine in plini ne prehajajo zdravega bobniča. Veliko ljudi je že izkusilo ušesni tlak pri spremembi višinske razlike ali med letenjem, tlačna razlika je posledica razlike atmosferskega tlaka in tlaka v srednjem ušesu. Če bi tekočine in plini prehajali bobnič, potem spremembe atmosferskega tlaka ne-bi ustvarile občutka sprememb v tlaku. V našem telesu tudi ni praznih medsebojnih prehodov, sicer obstajajo arterije, vene,  limfni sistem in živčne mreže, a ti sistemi imajo specifične naloge in položaj.  Trditev je tako napačna.
»Kisik skozi svečo povzroča vakuum«. Vakuum, ki naj bi nastajal, v številnih preskušanjih ni nastal, zato  so ovrgli tudi to trditev.
»Nastajajoč vakuum odstrani nečistote iz ušesnega kanala.«.  V študijo so vključili dve skupini ljudi, in sicer je imela prva skupina (pred uporabo) ušesni kanal z ušesnim maslom, druga skupina (pred uporabo) pa očiščen ušesni kanal. Po uporabi ušesnih svečk pri obeh skupinah, niso zasledili zmanjšanja ušesnega masla, ampak so imeli nekateri posamezniki maslo svečke v ušesnem kanalu. Pojav masla svečke so potrdili s plinsko kromatografijo, ki je pokazala pojav številnih alkanov, ki se nahajajo v vosku svečke. Tudi ta trditev je tako napačna.
»Metoda je varna in učinkovita.« Metoda je zelo nevarna, saj se lahko pri tem opečemo, izgubimo sluh zaradi infekcije bobniča, sekundarnega ušesa in ušesnega kanala. Pri sami uporabi lahko pride do požara. Tudi ta trditev je napačna.
V Študiji so potrdili, da obstajata dve teoriji delovanja svečk, in sicer prva teorija zagovarja delovanje vakuuma, druga pa govori o tem, da z ušesnimi svečkami ne odstranimo nečistot, ampak se le-te stopijo in po nekaj dnevih same pridejo iz ušesa. 

## Varnost
Ušesne svečke s strani ameriške agencije FDA (Food and Drug Administration) niso bile odobrene, saj agencija ni ugotovila veljavnih znanstvenih dokazov za varnost ali učinkovitost teh izdelkov. FDA potrošnike celo poziva, naj ne uporabljajo ušesnih sveč, saj te lahko povzročijo hude telesne poškodbe, tudi če se uporabljajo v skladu z navodili proizvajalca. FDA opozarja na številne nevarnosti, in sicer:
- sprožitev požara
- opekline obraza, ušesnega kanala, bobniča, srednjega ušesa
- poškodbe ušesa zaradi vročega voska
- zamašitev ušesa
- krvavitev
- punkcija bobniča
- glavobol in boleč občutek obraza, ušesa in čeljusti (posledica nezdravljena temporomandibularne disfunkcije (TMJ) z uradno medicino)

Uporaba pri otrocih je prepovedana, saj obstaja večja nevarnost opeklin in zamašitev ušesnega kanala zaradi nepredvidljivega premikanja otroka in krajšega ušesnega kanala.
V Sloveniji jih po podatkih JAZMP ni mogoče najti na seznamu medicinskih pripomočkov, zato predvidevamo, da njihova uporaba ni priporočljiva.
Danes velja med znanstveno stroko prepričanje, da je ta metoda nesprejemljiva, saj ni signifikantnih znanstvenih dokazov, ki bi potrjevala njeno učinkovitost. Izdelek s strani FDA zato ni odobren in agencija opozarja, da so slabo narejene ušesne sveče nevarne za zdravje.
Obstaja primer, ko se je 50-letna ženska pri uporabi ušesnih svečk opekla in v desno uho vlila vosek. Ob obisku urgence so zdravniki ugotovili, da ji je del voska sveče ostal v ušesu. Večji del so ji ga uspešno odstranili, a so nadaljnje raziskave potrdile majhno izgubo sluha desne strani. Po 1 mesecu se sluh pacientki ni izboljšal.